# Esther Supreeleela
Esther Supreeleela (เอสเธอร์ สุปรีย์ลีลา) (Bangkok, 18 maggio 1994) è un'attrice thailandese.

## Filmografia

### Cinema
- App Love, regia di Puttipong Pormsaka Na-Sakonnakorn (2014)

### Televisione
- Luang Dtaam Haa Chon - serie TV (2011)
- Buang - serie TV (2012)
- Khun Chai Taratorn - serie TV (2013)
- Pan Rai Phai Ruk - serie TV (2013)
- Khun Chai Pawornruj - serie TV (2013)
- Khun Chai Puttipat - serie TV (2013)
- Khun Chai Rachanon - serie TV (2013)
- Khun Chai Ronapee - serie TV (2013)
- Suparburoot Jutathep - serie TV (2013)
- Madam Dun - serie TV (2013-2014)
- Krib Nee Huajai Mee Tur - serie TV (2014)
- Leh Ratree - serie TV, 12 episodi (2015)
- Jao Sao Kong Arnon - serie TV, 18 episodi (2015)
- Ugly Duckling - Luk pet khire - serie TV, 9 episodi (2015)
- City of Light: The O.C. Thailand - serie TV, 21 episodi (2016)
- U-Prince Series - serie TV, 16 episodi (2016-2017)
- Ngao Asoke - serie TV, 19 episodi (2016)
- You're My Destiny - serie TV, 17 episodi (2017)
- My Dear Loser - Rak mai aothan - serie TV, 12 episodi (2017-2018)
- My Girl - serie TV, pre-produzione (2018)
- Phrom Mai Dai Likhit - serie TV, pre-produzione (2018)